# Richard Marner
Richard Marner, geboren als Alexander (Sacha) Molchanoff (Petrograd, 27 maart 1921 - Perth, 18 maart 2004) was een Russisch-Brits acteur. Hij is vooral bekend van zijn rol als Kolonel von Strohm in de sitcom 'Allo 'Allo!.
Zijn vader was Paul Molchanoff, kolonel van het Semionovsky regiment: een van de twee regimenten die was opgezet speciaal voor kinderen van kinderen die nog met Peter de Grote hadden gespeeld.
In 1924 verliet hij met zijn hele familie Rusland, om via Finland en Duitsland in Londen terecht te komen, waar zijn grootmoeder woonde. In Wales volgde hij de Monmouth School, waarna hij assistent werd van de Russische tenor Vladimir Rosing toen deze in Covent Garden optrad. Tijdens de Tweede Wereldoorlog sloot Molchanoff zich aan bij de Royal Air Force. Hij werd gestationeerd in het zuiden van Afrika. Nadat hij gewond de luchtmacht moest verlaten veranderde hij zijn naam in Richard Marner en begon hij zijn carrière als acteur.
Een van zijn eerste toneelrollen was die van Dracula. Later speelde hij in films als The Boys from Brazil, The Spy Who Came in from the Cold, The African Queen en de Zwitserse film Four in a Jeep, waarin hij alle Russische dialogen deed. Later speelde hij nog gastrollen in Lovejoy (1994) en The Sum of All Fears (als Russische president). Marner speelde in 1967 ook een kleine rol in de James Bond-film You Only Live Twice, als vluchtleider van een Russisch ruimteschip.
Marner overleed in 2004 in Schotland. Hij liet een vrouw (actrice Pauline Farr) en een dochter achter.
- Bibsys: 11002474
- Biblioteca Nacional de España: XX4870059
- Gemeinsame Normdatei: 143371266
- International Standard Name Identifier: 0000 0001 1062 1562
- Library of Congress Control Number: nr2005020252
- Trove: 1562889
- Virtual International Authority File: 51648249
- WorldCat: E39PBJgd9DrxBPy87P7qV8wXBP